# Hiroyuki Takasaki
Hiroyuki Takasaki (jap. 高崎 寛之 Takasaki Hiroyuki; ur. 17 marca 1986) – japoński piłkarz występujący na pozycji napastnika. Obecnie występuje w Matsumoto Yamaga FC.

## Kariera klubowa
Od 2008 roku występował w klubach Urawa Reds, Mito HollyHock, Ventforet Kofu, Tokushima Vortis, Kashima Antlers, Montedio Yamagata i Matsumoto Yamaga FC.